# Max Loong

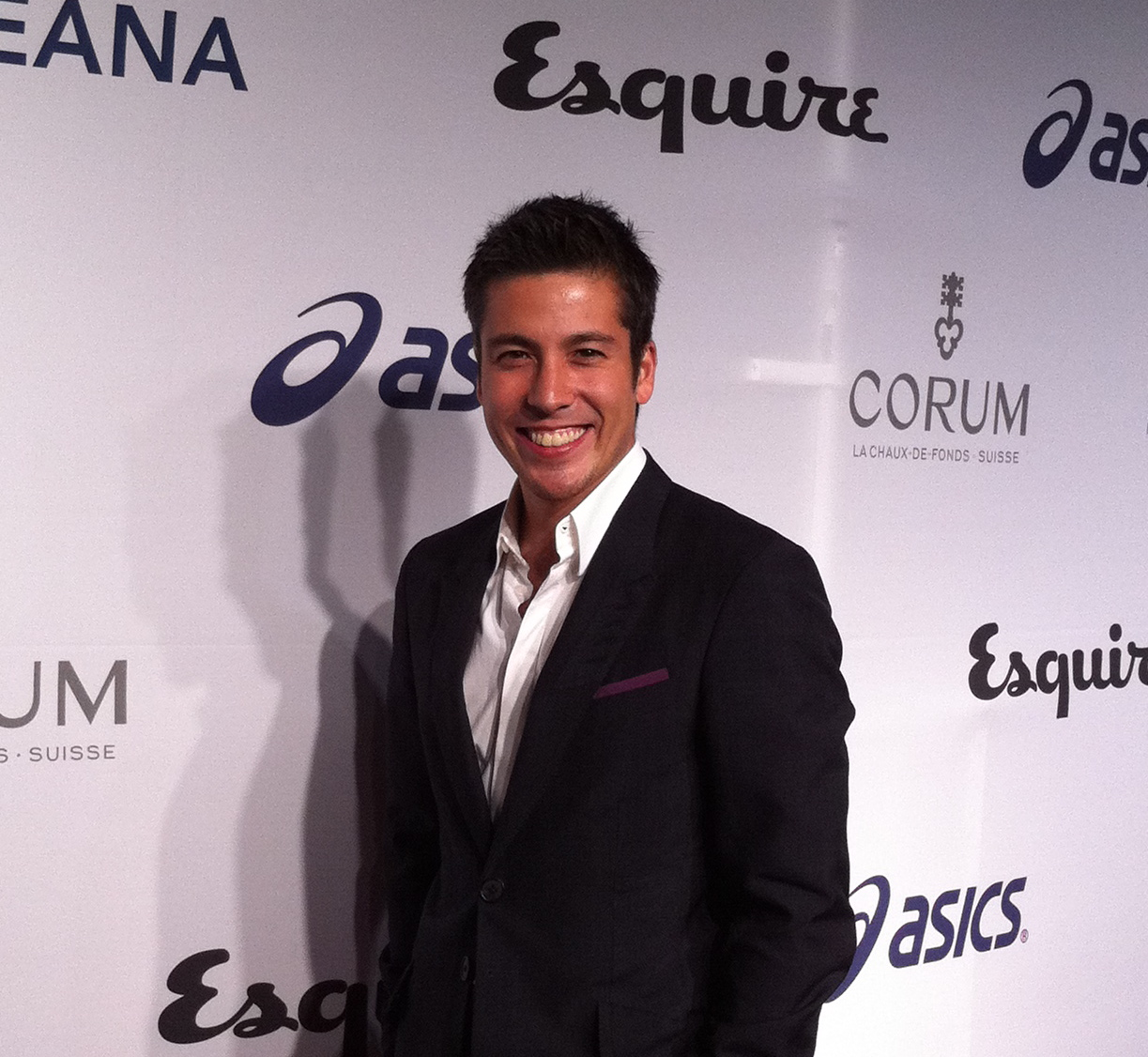
Max Loong (2010)

Max Loong (* 8. März 1980 in Malaysia) ist ein Schweizer Moderator und  Filmschauspieler.

## Leben
Als er drei Jahre alt war, zogen sein malaysischer Vater und seine Schweizer Mutter mit ihm nach Zürich. Mit 19 begann er als Moderator bei VIVA und konnte sich dort zum Produzenten befördern lassen. Diese Tätigkeit verfolgte er, bis er das Schauspiel für sich entdeckte und seine Arbeit bei dem Musiksender zugunsten des Schauspiels aufgab. Er studierte zwei Jahre Schauspiel an der Lee-Strasberg-Schule in Los Angeles.

## Wirken
Zu sehen war Loong in der TV-Krimikomödie Piff paff puff von 2004 in der Rolle des Ming. In dem Kurzfilm Syndicate: Zeed von 2005 spielte er den Zeed. In dem Drama Snow White von 2005 spielte er einen DJ. In dem 2007 erschienenen Kinofilm Breakout spielt er die Rolle des Tänzers Blade. In der dritten Staffel von MusicStar führt er als Moderator durch die Show. Seit dem 1. März 2006 moderiert er bei MTV Asia die Show Mobbed. 2013 trat er in der Schweizer Komödie Who Killed Johnny (Regie: Yangzom Brauen) mit Melanie Winiger und Carlos Leal auf. Max ist ebenfalls als Moderator beim Zurich Film Festival tätig.

## Filmografie
- 2007: Breakout
- 2013: Who Killed Johnny